# Dominique De Keuchel
Dominique de Keuchel (* 5. März 1956 in Paris; † 1. Juli 2004) war ein französischer Schauspieler.

## Leben
Nach einer Rolle in der Fernsehserie Deslouettes père et fils wurde De Keuchel 1969 schlagartig bekannt: Er spielte den Waisenjungen Gaspard in Édouard Molinaros Mein Onkel Benjamin, der vom Titelhelden als „Neffe“ adoptiert wird und am Ende die Helden Benjamin (Jacques Brel) und Manette (Claude Jade) in die Verbannung begleitet. Ebenfalls 1969 spielte de Keuchel an der Comédie-Française den Joas, den jungen König von Juda in Jean Racines Athalie. Es folgten Hauptrollen als Jugendlicher in Fernsehfilmen, so unter anderem als Jean „Brasse Bouillon“ Rézeau in Vipère au poing. In Yves Roberts Salut, l’artiste spielte er Marcello Mastroiannis Sohn Rodrigue Montei. Weitere Filme waren Pierre Granier-Deferres Jet Set (1974) mit Alain Delon und Alain Corneaus Tödlicher Markt (1974) mit Michel Bouquet. Seinen letzten Film drehte er 1982 als Francis in Jean-Louis Bertuccellis Nicht jugendfrei.

## Filmografie (Auswahl)
- 1967: Deslouettes père et fils (Fernsehserie)
- 1969: Mein Onkel Benjamin (Mon oncle Benjamin)
- 1971: Vipère au poing (Fernsehfilm)
- 1973: Mach’s gut, Nicolas (Salut, l’artiste)
- 1974: Jet Set (La race des seigneurs)
- 1974: Kinder unserer Zeit (Les petits enfants du siècle) (Fernsehfilm)
- 1974: Tödlicher Markt (France société anonyme)
- 1982: Nicht jugendfrei (Interdit aux moins de 13 ans)